# باب برنس (کمدین)
باب برنس (انگلیسی: Bob Burns؛ ۲ اوت ۱۸۹۰ – ۲ فوریهٔ ۱۹۵۶) یک هنرپیشه اهل ایالات متحده آمریکا بود.